# Розколоте небо (фільм, 1974)
«Розколоте небо» («Perskeltas dangus») — радянський художній фільм 1974 року, знятий режисером Маріонасом Ґедрісом на Литовській кіностудії.

## Сюжет
За романом В. Бубніса «Три дні у серпні». Після довгих поневірянь по СРСР додому до батьків у рідну Литву повертається син. Разом з ним — дружина-українка, якій набридли поневіряння. Вона чекає на дитину і хоче осілого життя, нехай навіть у чужому краю.

## У ролях
- Любов Віролайнен — Поліна, дружина Стяпонаса
- Антанас Шурна — Стяпонас Крейвенас (дублював Олександр Дем'яненко)
- Василь Симчич — Марчюс Крейвенас, батько (дублював Ігор Єфімов)
- Єва Гурінайте-Паскене — мати (дублювала Майя Блінова)
- Стасіс Петронайтіс — Вацис Крейвенас (дублював Юрій Соловйов)
- Інгріда Кілшаускайте — Шаруне (дублювала Ірина Губанова)
- Баліс Браткаускас — Мігдаугас Крейвенас-Платонов (дублював Ігор Єфімов)
- Олег Дмитрієв — Марюс
- Регіна Арбачяускайте — Регіна
- Повілас Гайдіс — голова Тракімас (озвучив Ернст Романов)
- Вітаутас Румшас — Дайнюс
- Юозас Ярушявічюс — Сенавайтіс
- Вікторас Малінаускас — Аурімас
- Она Валюкявічюте — подруга Аурімаса
- Гражина Бігеліте — репортер із ТБ
- Баліс Бараускас — комбайнер
- Альгімантас Мажуоліс — партійний секретар
- Лев Маршалкін — проводжаючий
- Лінас Печюра — син голови Тракімаса
- Артурас Правілоніс — син голови Тракімаса
- Крістіна Гудоніте — відпочиваюча на природі дівчина
- Альгімантас Вощікас — телеоператор
- Ромуальдас Раманаускас — член телевізійної групи
- Юозас Кіселюс — телеоператор

## Знімальна група
- Режисер — Маріонас Ґедріс
- Сценаристи — Маріонас Ґедріс, Ромас Гудайтіс
- Оператор — Йонас Томашявічюс
- Композитор — Гедрюс-Антанас Купрявічюс
- Художник — Альгірдас Нічюс